# Мид-Йелл
Мид-Йелл (англ. Mid Yell) — деревня в центральной части острова Йелл в архипелаге Шетландских островов.

## География
Расположена на берегу бухты глубоко врезанной в восточный берег острова.

## Экономика
Автодорога «A968» проходит вблизи деревни и связывает через паромные переправы с островами Анст на севере и с Мейнлендом на юге. Дорога «B9081» ведёт на юг вдоль западного берега острова в деревню Барраво и далее вдоль южного берега в деревню Улста.
Работает пристань у берегов бухты.
Телефонный код деревни — 01957.

## Политика и власть
Полицейский участок в Мид-Йелле обеспечивает охрану правопорядка на острове.

## Образование
В деревне работает средняя школа «Mid Yell Junior High School», 50 учащихся средних классов, 47 начальных классов, 23 в подготовительных классах.

## Известные жители
- Бобби Таллох (1929—1996) — учёный[5].

## Достопримечательности
- Усадьба «Уиндхаус-Фармхаус» построена в 1884 году. В 1998 году усадьба и окружающие её постройки включены в список архитектурных памятников категории «B»[6].